# مسجد شاه (باكو)
مسجد شاه -(بالأذرية: Şah məscidi) هو مسجد يعود إلى القرن الخامس عشر، جزء من مجمع قصر الشروانشاهيين في باكو.

## تاريخ المسجد
يحتوي المسجد أربع غرف عاما، منهم القاعة الكبيرة والقاعة الصغيرة مصممة للنساء وغرف مكتبية.
تم أنشاء المسجد بأمر من شيرفانشاه خليل الله في 1441-1442.

## التصميم
توجد المعلومات عنها في نقش مكتوب على مئذنة المسجد. حيث يُعتبر من أهم المعالم الاثرية المتبقية من عهد الشروانشاهيين.
مخطط المسجد - بشكل مستطيل. تبلغ مساحتها القاعة 70 مترا مربع.
تعرضت مئذنة المسجد لأضراربمدفع خلال الإبادة الجماعية في مارس 1918.
يحتوي المسجد شاه على بوابتين دخول، و استخدموه البوابة الأولى للزوار، والثانية لسكان قصر الشروانشاهيين وأقربائه.